# نادي البحر الأحمر
نادي البحر الأحمر لكرة القدم هو نادِ كرة قدم إريتري في الدوري الإريتري الممتاز يعد صاحب الرقم القياسي في الحصول على بطولة الدوري الإريتري الممتاز برصيد 13 لقباً.

## البطولات والإنجازات
- كأس إثيوبيا (2): 1981 - 1983
- الدوري الإريتري الممتاز (13): 1995, 1998, 1999, 2000, 2002, 2005, 2009, 2010, 2011, 2012, 2013, 2014, 2019

## المشاركات القارية
- كأس الكؤوس الأفريقية: 1998
- دوري أبطال أفريقيا: 1999, 2000, 2001, 2003, 2006

## حادثة هروب اللاعبين
أثناء مشاركة الفريق في بطولة سيكافا في تنزانيا في عام 2011 طلب 13 عضو في الفريق اللجوء السياسي بمن فيهم مدرب الفريق.

## وصلات خارجية
- http://www.superkoora.com/st/index.php?ref=team&teamId=1351
- http://www.bbc.co.uk/news/world-africa-14119890
- http://www.rsssf.com/tablese/eritchamp.html